# Precht (Talkshow)
Precht ist eine deutsche Philosophiesendung des Zweiten Deutschen Fernsehens (ZDF). Gast- und Namensgeber der Sendung ist der Philosoph und Publizist Richard David Precht, der in jeder Folge mit einem Gast aus Kultur, Wissenschaft, Wirtschaft oder Politik eine aktuelle Frage des gesellschaftlichen Lebens erörtert.

## Konzept
In der sehr filmisch ausgeleuchteten, nächtlichen Studioatmosphäre ohne Publikum konzentriert sich alles auf die beiden Gesprächspartner. Die Themen orientieren sich an aktuellen Entwicklungen in der Gesellschaft oder suchen nach anwendbaren Erkenntnissen zu grundlegenden Fragen des menschlichen Handelns.

## Sendung
Jede Sendung hat eine Länge von 45 Minuten und wird in einem Berliner Studio aufgezeichnet. Die Ausstrahlung erfolgt sonntagabends zwischen 23:30 Uhr und Mitternacht. Alle Folgen werden auf 3sat wiederholt. Regie führt Gero von Boehm, als Redakteur ist Werner von Bergen verantwortlich.
Für die Fernsehsendung erhielt Precht neben zwei anderen Preisträgern den Deutschen Fernsehpreis 2013 in der Kategorie „besondere Leistungen“.

## Themen und Gäste
Die Sendungen sind chronologisch nach der Ausstrahlung sortiert.
| Nr. | Erstausstrahlung  | Thema                               | Gast              |
| --- | ----------------- | ----------------------------------- | ----------------- |
| 01  | 2. September 2012 | Skandal Schule – Macht Lernen dumm? | Gerald Hüther     |
| 02  | 7. Oktober 2012   | Gefährliche Freiheit                | Mathias Döpfner   |
| 03  | 28. Oktober 2012  | Was ist gerecht?                    | Christian Lindner |
| 04  | 9. Dezember 2012  | Dürfen wir Tiere essen?             | Robert Spaemann   |

| Nr. | Erstausstrahlung  | Thema                                             | Gast                   |
| --- | ----------------- | ------------------------------------------------- | ---------------------- |
| 05  | 8. April 2013     | Der getunte Mensch – Wie perfekt wollen wir sein? | Juli Zeh               |
| 06  | 13. Mai 2013      | Wer ist schuld an den Schulden?                   | Jean-Claude Juncker    |
| 07  | 23. Juni 2013     | Ende der Geheimnisse: Die gläserne Gesellschaft   | Marina Weisband        |
| 08  | 8. September 2013 | Politik ohne Plan – Wer denkt an die Zukunft?     | Harald Welzer          |
| 09  | 20. Oktober 2013  | Gute Kriege, schlechte Kriege?                    | Daniel Cohn-Bendit     |
| 10  | 3. November 2013  | Das Böse im Menschen                              | Ferdinand von Schirach |

| Nr. | Erstausstrahlung  | Thema                                                    | Gast                  |
| --- | ----------------- | -------------------------------------------------------- | --------------------- |
| 11  | 16. Februar 2014  | 1914/2014 – Lernen wir aus der Geschichte?               | Christopher Clark     |
| 12  | 8. Juni 2014      | Kampfzone Nationalstaat – Brauchen wir noch Grenzen?     | Klaus von Dohnanyi    |
| 13  | 27. Juli 2014     | Affenliebe – Wo ist die Grenze zwischen Mensch und Tier? | Hans Werner Ingensiep |
| 14  | 7. September 2014 | Big Data – Wer kontrolliert die digitalen Supermächte?   | Gabor Steingart       |
| 15  | 19. Oktober 2014  | Die Zukunft der Arbeit – Macht das Netz arbeitslos?      | Sascha Lobo           |
| 16  | 30. November 2014 | Von deutschem Wesen – Soll durch uns die Welt genesen?   | Jakob Augstein        |

| Nr. | Erstausstrahlung   | Thema                                                               | Gast                  |
| --- | ------------------ | ------------------------------------------------------------------- | --------------------- |
| 17  | 1. Februar 2015    | Heimatliebe – Fremdenhass. Wie gefährlich ist konservatives Denken? | Christoph Schwennicke |
| 18  | 26. April 2015     | Wann kommt der Kommunismus? – Über linke Utopien                    | Sahra Wagenknecht     |
| 19  | 14. Juni 2015      | Rasender Stillstand – Beschleunigen wir uns zu Tode?                | Hartmut Rosa          |
| 20  | 13. September 2015 | Welt in Bewegung – Die Flüchtlinge und wir                          | Rupert Neudeck        |
| 21  | 11. Oktober 2015   | Europa – Kaputte Gemeinschaft?                                      | Joschka Fischer       |
| 22  | 29. November 2015  | Wozu Glauben?                                                       | Feridun Zaimoglu      |

| Nr. | Erstausstrahlung  | Thema                                                              | Gast              |
| --- | ----------------- | ------------------------------------------------------------------ | ----------------- |
| 23  | 31. Januar 2016   | Komplexe Welt – Ratlose Menschen                                   | Alexander Kluge   |
| 24  | 3. April 2016     | Unsere ungerechte Gesellschaft                                     | Heinz Bude        |
| 25  | 22. Mai 2016      | Gutes Deutschland – Böse Kriege: Wie bedroht sind wir?             | Herfried Münkler  |
| 26  | 4. September 2016 | Achtung Europa! – Warum immer mehr Menschen der Politik misstrauen | Martin Schulz     |
| 27  | 16. Oktober 2016  | Geld regiert die Welt                                              | Marcel Fratzscher |
| 28  | 27. November 2016 | Die Herrschaft der Zahlen – Ist alles vermessbar?                  | Harald Lesch      |

| Nr. | Erstausstrahlung   | Thema                                                  | Gast           |
| --- | ------------------ | ------------------------------------------------------ | -------------- |
| 29  | 5. Februar 2017    | Verlust der Mitte – Wohin driftet unsere Gesellschaft? | Nikolaus Blome |
| 30  | 19. März 2017      | Wie natürlich ist unsere Natur?                        | Andrea Wulf    |
| 31  | 21. Mai 2017       | Ewige Kriege – Warum die Völker keinen Frieden finden  | Harald Kujat   |
| 32  | 10. September 2017 | Markt und Moral – Der Zustand unserer Wirtschaft       | Edzard Reuter  |
| 33  | 12. November 2017  | Wozu braucht der Mensch Religion?                      | Seyran Ateş    |
| 34  | 3. Dezember 2017   | Angst vor dem Fremden?                                 | Ilija Trojanow |

| Nr. | Erstausstrahlung   | Thema                                                          | Gast                      |
| --- | ------------------ | -------------------------------------------------------------- | ------------------------- |
| 35  | 4. Februar 2018    | Betreutes Leben – Wie uns Google, Facebook und Co. beherrschen | Udo Di Fabio              |
| 36  | 8. April 2018      | Verschwörungstheorien – Erfundene Wahrheiten?                  | Harald Lesch              |
| 37  | 6. Mai 2018        | Wie aktuell ist Karl Marx?                                     | Gregor Gysi               |
| 38  | 16. September 2018 | Die Zukunft von Mann und Frau                                  | Svenja Flaßpöhler         |
| 39  | 7. Oktober 2018    | Ist die Erde noch zu retten?                                   | Hans Joachim Schellnhuber |
| 40  | 16. Dezember 2018  | Frisst der Kapitalismus die Demokratie?                        | Robert Habeck             |

| Nr. | Erstausstrahlung   | Thema                                                | Gast               |
| --- | ------------------ | ---------------------------------------------------- | ------------------ |
| 41  | 31. März 2019      | Populismus – Das Ende der Demokratien?               | Francis Fukuyama   |
| 42  | 28. April 2019     | Mehr Fortschritt, mehr Wohlstand, mehr Glück?        | Juli Zeh           |
| 43  | 30. Juni 2019      | Der Kalte Frieden – Russland und der Westen          | Horst Teltschik    |
| 44  | 15. September 2019 | Revolution für das Klima – Eine Generation steht auf | Carla Reemtsma     |
| 45  | 20. Oktober 2019   | Künstliche Intelligenz – Herrschaft der Maschinen?   | Jürgen Schmidhuber |
| 46  | 24. November 2019  | Deutschland – Ein geteiltes Land?                    | Ingo Schulze       |

| Nr. | Erstausstrahlung   | Thema                                                     | Gast             |
| --- | ------------------ | --------------------------------------------------------- | ---------------- |
| 47  | 15. März 2020      | Ökonomie und Ökologie – Ein Widerspruch?                  | Maja Göpel       |
| 48  | 24. Mai 2020       | Verändert Corona unsere Gesellschaft?                     | Andreas Reckwitz |
| 49  | 5. Juli 2020       | Ist Konservativ die Zukunft?                              | Diana Kinnert    |
| 50  | 20. September 2020 | Schöne neue Medienwelt – Wer hat die Meinungsmacht?       | Rezo             |
| 51  | 25. Oktober 2020   | USA und der Westen – Wie bedroht sind unsere Demokratien? | Josef Joffe      |
| 52  | 29. November 2020  | Utopien – Rezepte für die Zukunft?                        | Harald Welzer    |

| Nr. | Erstausstrahlung   | Thema                                        | Gast              |
| --- | ------------------ | -------------------------------------------- | ----------------- |
| 53  | 14. März 2021      | Was darf der Staat? Die Grenzen der Freiheit | Wolfgang Kubicki  |
| 54  | 9. Mai 2021        | Moral und Macht in Zeiten des Umbruchs       | Alena Buyx        |
| 55  | 6. Juni 2021       | Sind unsere Städte noch zu retten?           | Burkhard Jung     |
| 56  | 19. September 2021 | Kapitalismus – Gefahr für die Natur?         | Eva von Redecker  |
| 57  | 24. Oktober 2021   | Unser Wald – Klimaretter oder Klimaopfer?    | Peter Wohlleben   |
| 58  | 28. November 2021  | Sensibilisieren wir uns zu Tode?             | Svenja Flaßpöhler |

| Nr. | Erstausstrahlung   | Thema                                                   | Gast           |
| --- | ------------------ | ------------------------------------------------------- | -------------- |
| 59  | 30. Januar 2022    | Allmacht und Ohnmacht – unser digitales Lebensgefühl    | Hartmut Rosa   |
| 60  | 27. Februar 2022   | Demokratie: Müssen wir sie retten? Oder rettet sie uns? | Roger de Weck  |
| 61  | 15. Mai 2022       | Zeitenwende? – Die Welt nach dem Kriegsschock           | Ivan Krastev   |
| 62  | 18. September 2022 | Das Herrentier: Herkunft und Zukunft der Menschheit     | Jane Goodall   |
| 63  | 23. Oktober 2022   | Keine Zeit fürs Klima – Moral im Zwiespalt              | Luisa Neubauer |
| 64  | 20. November 2022  | Die störanfällige Welt – Wie leben wir mit Risiken?     | Ortwin Renn    |

| Nr. | Erstausstrahlung   | Thema                                                        | Gast               |
| --- | ------------------ | ------------------------------------------------------------ | ------------------ |
| 65  | 12. Februar 2023   | Die neue Weltordnung – Wie umgehen mit China?                | Frank Sieren       |
| 66  | 26. März 2023      | Die multipolare Welt – Neue Rollen, neue Konflikte           | Pankaj Mishra      |
| 67  | 4. Juni 2023       | Kein Platz mehr für den Menschen – Macht KI uns überflüssig? | Mercedes Bunz      |
| 68  | 17. September 2023 | Kampf der Identitäten – Was wird aus unseren Demokratien?    | Omri Boehm         |
| 69  | 29. Oktober 2023   | Bessere Schulen – Wie gelingt gute Bildung für alle?         | Andreas Schleicher |
| 70  | 10. Dezember 2023  | Zerrissene Welt – zwischen Werten und Interessen             | Ivan Krastev       |

| Nr. | Erstausstrahlung   | Thema                                                        | Gast              |
| --- | ------------------ | ------------------------------------------------------------ | ----------------- |
| 71  | 4. Februar 2024    | Zurück in die Zukunft! Wohin steuern wir die Welt?           | Florence Gaub     |
| 72  | 10. März 2024      | Woke – Wege zur Gerechtigkeit?                               | Susan Neiman      |
| 73  | 19. Mai 2024       | Wer rettet die Menschenrechte?                               | Manfred Nowak     |
| 74  | 22. September 2024 | USA vor der Wahl – Ist der Liberalismus gescheitert?         | Patrick J. Deneen |
| 75  | 27. Oktober 2024   | Frustrierte Gesellschaft – Wie Gefühle die Politik bestimmen | Eva Illouz        |
| 76  | 1. Dezember 2024   | Europa neu erfinden                                          | Robert Menasse    |

| Nr. | Erstausstrahlung | Thema                                                    | Gast             |
| --- | ---------------- | -------------------------------------------------------- | ---------------- |
| 77  | 16. Februar 2025 | Wer regiert in der Demokratie?                           | Erica Benner     |
| 78  | 30. März 2025    | Das Ende des Westens. Die Weltordnung der Zukunft        | Ivan Krastev     |
| 79  | 1. Juni 2025     | Erschöpfte Gesellschaft – Verlustängste statt Zuversicht | Andreas Reckwitz |
| 80  | 24. August 2025  | Transhumanismus – Leben ohne Leid                        | David Pearce     |

## Kritik und Selbstauskünfte
Der Journalist Maximilian Probst kritisierte in der Wochenzeitung Die Zeit in dem Artikel Precht macht dumm die erste Folge der Fernsehsendung (Thema: Bildungspolitik), welche Das Philosophische Quartett ablöste. Er sieht in dieser einen „performativen Selbstwiderspruch“. Precht fordere Kreativität ein, ohne sie „nur einen Augenblick im Medium des Fernsehens“ zu gestatten. An „keinem Punkt“ würde nachgedacht, an keinem Punkt „gezweifelt oder sich Zeit gelassen“, nicht einmal „wirklich gefragt oder auch nur einmal nachgefragt“. Die Folge habe „so gut wie nichts mehr mit Philosophie zu tun“. Dem schließt sich der Spiegel-Autor Sebastian Hammelehle an. Die Folge sei eine „Talk-Satire: zwei Stühle, eine Meinung“. Mit Philosophie habe das Gespräch zwischen Precht und Gerald Hüther „etwa so viel zu tun“ wie die „durchschnittliche bundesdeutsche Unterhaltung über die Bundesliga – da hat auch jeder eine Meinung“.
Die fünfte Folge wurde von Melanie Mühl positiver aufgenommen. Die 14. Folge zum Thema „Big Data“ wurde vom Handelsblatt gelobt als ein Beleg, dass das ZDF „zumindest nach Mitternacht seinem Bildungsauftrag“ noch nachkomme. Allerdings sei es „nicht ungeheuer erhellend“, wenn „zwei relativ gleich gesinnte Google-Gegner in Abwesenheit von Vertretern anderer Meinungen ihre Ansichten austauschen“.
Im Interview mit dem Tagesspiegel zehn Jahre und 60 Folgen nach dem Start der Sendereihe erklärte Precht, er habe in den beiden ersten Ausgaben mit dem Format noch üben müssen; seit der dritten Ausgabe sei aber keine Sendung mehr missglückt. Durch die Weiterverbreitung über Podcast, Youtube und Soziale Medien sei das Publikum über die Jahre deutlich jünger geworden und liege unter dem ZDF-Durchschnitt. Zumeist werde die Dreiviertelstunde „live on tape“ aufgenommen. Seltener komme es dazu, dass der Gast noch Ergänzungen einbringen wolle oder dass Precht selbst denke, der Gast habe „noch mehr Pfeile im Köcher“. Dann würden noch ein paar Minuten nachgearbeitet. Befragt zu dem Zitat aus der Pressemappe zur Sendung: „Wir irren vorwärts“ erläuterte Precht, dass es sich dabei um einen Satz von Robert Musil handelt, den er wie folgt interpretierte: „Das Leben kann nur vorwärts gelebt und nur rückwärts verstanden werden. Wir sind stets in einer Überforderungssituation, die wir nicht überschauen.“ Er selbst neige gleichwohl dazu, den Fortschritt der Menschheit wertzuschätzen.